# Cinc processos (Wuxing)

Esquema de la interacció entre els cinc processos: el cicle de creació (amb forma de pentàgon creat per les línies negres) i el cicle de domini (l'estrella formada per les línies blanques)

Wuxing (en xinès: 五行; en pinyin: wǔxíng, "cinc processos", "cinc etapes", "cinc moviments") és una noció provinent del pensament xinès antic que descriu la interacció entre les cinc energies bàsiques que es considera que componen tots els fenòmens. Es tracta d'una aplicació del principi del Yin i Yang segons el qual tota cosa està formada per dues facetes dinàmiques que s'engendren i es destrueixen mútuament.
El concepte de wuxing s'expressa sovint com la "teoria dels cinc elements (xinesos)", tot i que aquesta definició resulta una mica limitada, ja que la noció d'"element" té una connotació de rigidesa contradictòria amb la noció de transformació permanent d'aquesta concepció. De fet, els cinc elements xinesos simbolitzen més aviat un tipus d'"energia" o "funció" que es manifesta de manera representativa en cadascun d'aquests anomenats "elements".

## Els cinc processos i llurs relacions
Els cinc processos són:
- Foc (火, huǒ)
- Aigua (水, shuǐ)
- Fusta (木, mù)
- Metall (金, jīn)
- Terra (土, tǔ)

Aquests cinc processos es relacionen segons dos cicles d'interaccions, un dit de generació (生, xeng), segons el qual cada element o força evoluciona fins a esdevenir la següent, i un de domini o d'inhibició (克/剋, kè), en el qual cada força predomina no sobre la següent, sinó l'altra. Per això el primer cicle s'anomena també "mare-fill" i el segon "avi-nét".
Aquests dos cicles s'acostumen a enunciar a través de certes frases que constitueixen una ajuda mnemotècnica per a recordar-ne l'ordre:

### Cicle de generació
- la Fusta alimenta el Foc;
- el Foc es converteix en Terra (o en cendra, és a dir pols-terra);
- la Terra forma el Metall;
- el Metall esdevé Aigua (es torna líquid);
- l'Aigua nodreix la Fusta.

### Cicle de domini
- la Fusta reté la Terra;
- la Terra aguanta l'Aigua;
- l'Aigua apaga el Foc;
- el Foc fon el Metall;
- el Metall trenca o talla la Fusta.

## Correspondències
Pels volts del 200 aC, va aparèixer una escola de pensament anomenada Yinyangjia, o l'escola del Yin-Yang, de caràcter naturalista i la fundació de la qual s'atribueix al mestre Zou Yan (305 aC - 240 aC). En el seu intent d'explicar el món referint-se només a les causes mecàniques naturals, aquesta escola va sistematitzar un sistema de correspondències entre els conceptes del Yin i el Yang, els cinc processos i els signes del Yi Jing.
Aquestes correspondències, en primer lloc una explicació cosmològica, van ser molt utilitzades a partir d'aleshores en totes les disciplines pràctiques, com l'alimentació, la medicina, l'astrologia/astronomia, el feng xui, les arts marcials, la música, etc.
- Correspondències segons els vuit trigrames del Yi Jing:

| Processos | Fusta     | Fusta    | Foc     | Terra    | Terra    | Metall    | Metall   | Aigua    |
| --------- | --------- | -------- | ------- | -------- | -------- | --------- | -------- | -------- |
| Yi Jing   | Tro       | Vent     | Foc     | Muntanya | Terra    | Cel       | Llac     | Aigua    |
| Trigrames | ☳ 震 zhèn | ☴ 巽 xùn | ☲ 離 lí | ☶ 艮 gèn | ☷ 坤 kūn | ☰ 乾 qián | ☱ 兌 duì | ☵ 坎 kǎn |

- Taula dels cinc processos (no exhaustiva)[2]

|                                               | Fusta                 | Foc                           | Terra                             | Metall            | Aigua          |
| --------------------------------------------- | --------------------- | ----------------------------- | --------------------------------- | ----------------- | -------------- |
| Color                                         | cian (de blau a verd) | vermell                       | groc                              | blanc             | negre          |
| Animal simbòlic                               | Drac atzur            | Ocell vermell                 | Unicorn groc                      | Tigre blanc       | Tortuga negra  |
| Mes lunar                                     | 1r, 2n, 3r            | 4t, 5è, 6è                    | (cap)                             | 7è, 8è, 9è        | 10è, 11è, 12è  |
| Punt cardinal                                 | Est                   | Sud                           | Centre                            | Oest              | Nord           |
| Estació                                       | Primavera             | Estiu (els dos primers mesos) | Canvi d'estació (cada tres mesos) | Tardor            | Hivern         |
| Planeta                                       | Júpiter               | Mart                          | Saturn                            | Venus             | Mercuri        |
| Nota de música xinesa (sistema pentatònic)    | mi 角 júe             | sol 徵 zhǐ                    | do 宫 gōng                        | re 商 shāng       | la 羽 yù       |
| Desequilibri fisiològic                       | aire 風 fēng          | escalfor 熱 rè                | humitat 溼 shī                    | fred 寒 hán       | excés 燥 zào   |
| Òrgan "ple"                                   | fetge                 | cor                           | melsa                             | pulmó             | ronyó          |
| Òrgan "buit"                                  | vesícula biliar       | intestí prim                  | estómac                           | intestí gros      | bufeta         |
| Dits                                          | índex                 | mitger                        | polze                             | anular            | auricular      |
| Òrgan dels sentits                            | ull                   | llengua                       | boca                              | nas               | orella         |
| Sentits                                       | vista                 | paraula                       | gust                              | olfacte           | audició        |
| Secrecions                                    | llàgrimes             | bava                          | saliva                            | secrecions nasals | suor           |
| Sabors                                        | agre/àcid             | amarg                         | dolç                              | picant            | salat          |
| Localització dels sabors (en medicina xinesa) | lligaments, nervis    | venes i artèries              | muscle                            | pell              | os i moll      |
| Sentiment                                     | còlera                | alegria /euforia              | obsessió                          | tristesa          | por            |
| Virtut confuciana                             | fraternitat 仁 rén    | correcció 禮 lǐ               | paraula 信 xìn                    | deure 義 yì       | saviesa 智 zhì |
| Comportament                                  | continença            | observació                    | pensament                         | paraula           | escolta        |
| Animal domèstic                               | aviram                | xai, cabra                    | bou                               | gos, cavall       | porc           |
| Fruit                                         | pera                  | pruna                         | caqui                             | préssec           | castanya       |
| Gra                                           | sèsam                 | blat                          | arròs                             | mill              | mongeta        |